# Acacia trachycarpa
Acacia trachycarpa é uma espécie de leguminosa do gênero Acacia, pertencente à família Fabaceae.